# Саличе Салентино
Саличе Салентино (итал. Salice Salentino) је насеље у Италији у округу Лече, региону Апулија.
Према процени из 2011. у насељу је живело 8499 становника. Насеље се налази на надморској висини од 46 м.

## Географија
| Клима (Саличе Салентино)   | Клима (Саличе Салентино) | Клима (Саличе Салентино) | Клима (Саличе Салентино) | Клима (Саличе Салентино) | Клима (Саличе Салентино) | Клима (Саличе Салентино) | Клима (Саличе Салентино) | Клима (Саличе Салентино) | Клима (Саличе Салентино) | Клима (Саличе Салентино) | Клима (Саличе Салентино) | Клима (Саличе Салентино) | Клима (Саличе Салентино) |
| Показатељ \ Месец          | .Јан.                    | .Феб.                    | .Мар.                    | .Апр.                    | .Мај.                    | .Јун.                    | .Јул.                    | .Авг.                    | .Сеп.                    | .Окт.                    | .Нов.                    | .Дец.                    | .Год.                    |
| -------------------------- | ------------------------ | ------------------------ | ------------------------ | ------------------------ | ------------------------ | ------------------------ | ------------------------ | ------------------------ | ------------------------ | ------------------------ | ------------------------ | ------------------------ | ------------------------ |
| Средњи максимум, °C (°F)   | 12,4 (54,3)              | 13,0 (55,4)              | 14,8 (58,6)              | 18,1 (64,6)              | 22,6 (72,7)              | 27,0 (80,6)              | 29,8 (85,6)              | 30,0 (86)                | 26,4 (79,5)              | 21,7 (71,1)              | 17,4 (63,3)              | 14,1 (57,4)              | 30 (86)                  |
| Средњи минимум, °C (°F)    | 5,6 (42,1)               | 5,8 (42,4)               | 7,3 (45,1)               | 9,6 (49,3)               | 13,3 (55,9)              | 17,2 (63)                | 19,8 (67,6)              | 20,1 (68,2)              | 17,4 (63,3)              | 13,7 (56,7)              | 10,1 (50,2)              | 7,3 (45,1)               | 5,6 (42,1)               |
| Количина падавина, mm (in) | 80 (31,5)                | 60 (23,6)                | 70 (27,6)                | 40 (15,7)                | 29 (11,4)                | 21 (8,3)                 | 14 (5,5)                 | 21 (8,3)                 | 53 (20,9)                | 96 (37,8)                | 109 (42,9)               | 83 (32,7)                | 676 (266,2)              |
| [ тражи се извор ]         |                          |                          |                          |                          |                          |                          |                          |                          |                          |                          |                          |                          |                          |

## Становништво
| 1931. | 1936. | 1951. | 1961. | 1971. | 1981. | 1991. | 2001. | 2011. |
| ----- | ----- | ----- | ----- | ----- | ----- | ----- | ----- | ----- |
| 5.174 | 5.558 | 6.901 | 7.527 | 7.789 | 8.416 | 8.963 | 8.863 | 8.642 |